# Xenophrys auralensis
Xenophrys auralensis là một loài lưỡng cư thuộc họ Megophryidae.
Đây là loài đặc hữu của Campuchia.
Môi trường sống tự nhiên của chúng là rừng ẩm vùng đất thấp nhiệt đới hoặc cận nhiệt đới, vùng núi ẩm nhiệt đới hoặc cận nhiệt đới, và sông ngòi.